# اسکو کوورو
اِسکو کوورو (فنلاندی: Esko Kovero؛ زادهٔ ۱۸ فوریهٔ ۱۹۵۸ میلادی) بازیگر اهل فنلاند است.
از فیلم‌هایی که وی در آن‌ها نقش داشته است، می‌توان به جنگ زمستان اشاره نمود.